# جایی برای شنای جوانان در آمستردام
جایی برای شنای جوانان در آمستردام (هلندی: Zwemplaats voor Jongelingen te Amsterdam) یک فیلم صامت هلندی به کارگردانی مایکل هندریخ است که در سال ۱۸۹۶ میلادی ساخته شد. این فیلم دربارهٔ افتتاح یک استخر شنا در آمستردام است. فیلم جایی برای شنای جوانان در آمستردام مفقود شده است.